# إنغولشتات
إنغُولشّتات (بالألمانية: Ingolstadt) هي مَدِينة تَّابعة لمُحافظة باڤارِيا العُليَا في وِلاَية باڤارِيا في بجُمهُوريَّة أَلمَانيَا الاِتّحاديّة. تعوّد أقدَمِ الآثَارِ المُكتشفة في مكَان المَدِينة اليَوْم اِلَى أواخِر العصر الحجريّ القَدِيم. وفي عهد الاِمبراطُورِيّة الرُومَانِيّة كَان مُحِيط إنغُولشّتات جُزءاً من الاِمبراطُورِيّة. تمتَاز المدِينَة بالعَدِيد من مَنازِل العُصُور الوسطَى، وآثار دُوقِيَّة باڤارِيا حَيثُ كَانَت مَحَلُّ إقامة أَمِيرُها دُوق باڤارِيا. وكذَلِكِ تمتَاز إنغُولشّتات اليَوم بالصِّناعات التّحْويلِيّة، مِثل هندَسة السيّارات، والهندَسة الميكانيكيّة. كَمَا يقَع المقرّ الرَّئِيسِيّ لشَرِكة أَوُدِيّ إِحدَى شركاتِ مجمُوعة ڤولكِس ڤَاچن الشَرِكة الرَّائِدةٌ في عالَم السيّارات. تَقَع مَدِينة إنغُولشّتات شَمَال مُحافظة باڤارِيا العُليَا، حَيثُ تَحتضِن نَهر الدانُوب بمِسافة 14 كم، في الجَنُوب الشرقِيّ من الدَّولة الحُرَّة باڤارِيا أَهمَّ المُدن الكُبرَى في شمال جِبال الأَلب جَنُوب أَلمَانيَا. باِرتِفاع 400 مِتر فَوق مُستَوَى سَطح اَلْبَحر، وبمِساحة تُقَدَّر بحَوالَي 133 كم².

## المُدن التَّوأَم لإنغُولشتات
تربط إنغُولشتات عَلاقة توأمة مُدنٌ مَع المُدن التّالِية :
- إيطاليا : مَدِينة كرارا.
- الصين : مَدِينة فوشان.
- فرنسا : مَدِينة غراس.
- المجر : مَدِينة جيور.
- إسكتلندا : مَدِينة كيركالدي.
- صربيا : مَدِينة كراغوييفاتس.
- تركيا : مَدِينة مانيسا.
- روسيا : مَدِينة مُوسكُو الأوكروغ الإِدَارِي.
- سلوفينيا : مَدِينة موسكا سوبوتا.
- بولندا : مَدِينة أوبولي.[9]

## صُوّر

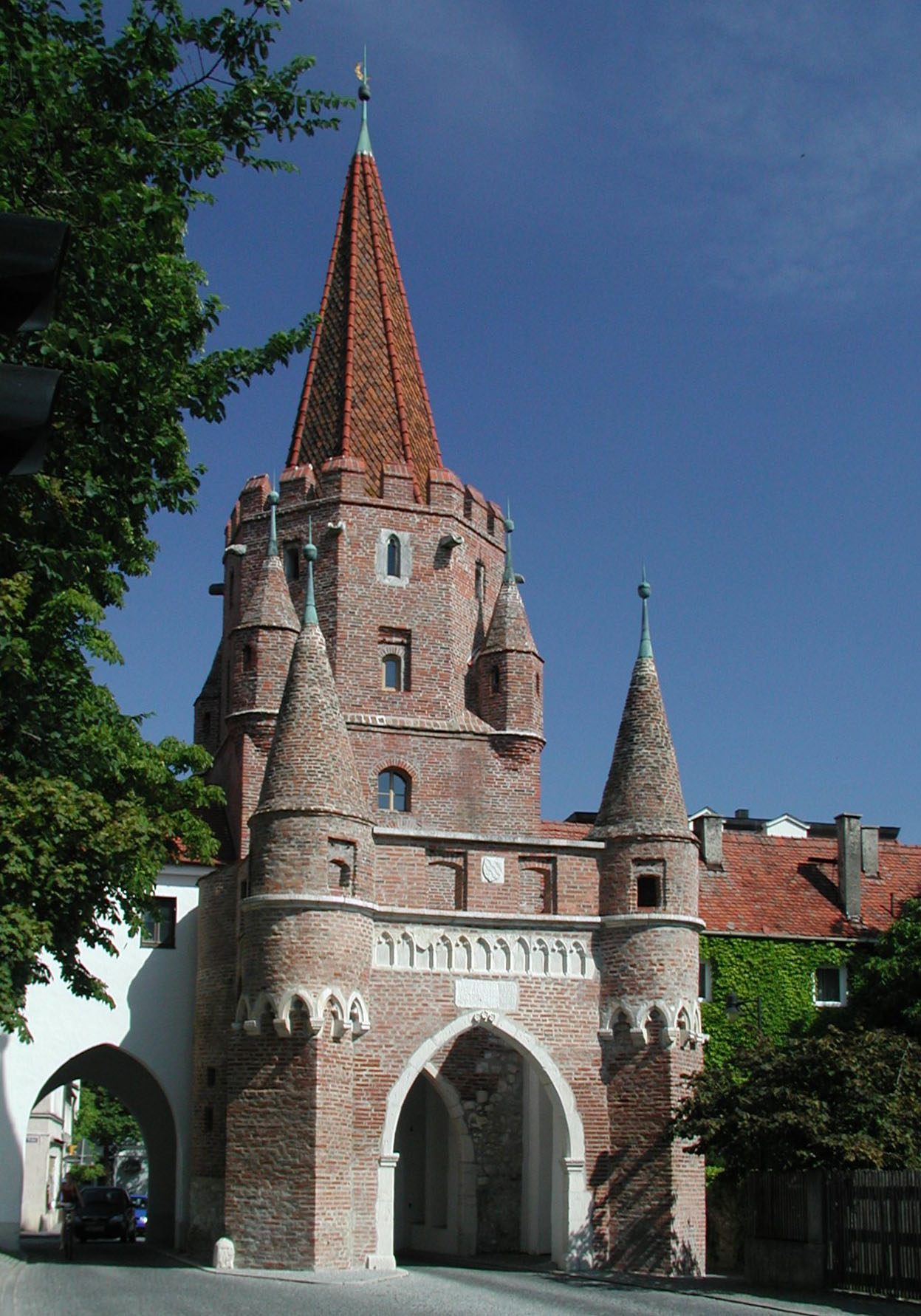
بوّابة إنغُولشّتات التّاريخيّة من القَرن الرّابِع عشّر للمِيلاَد.
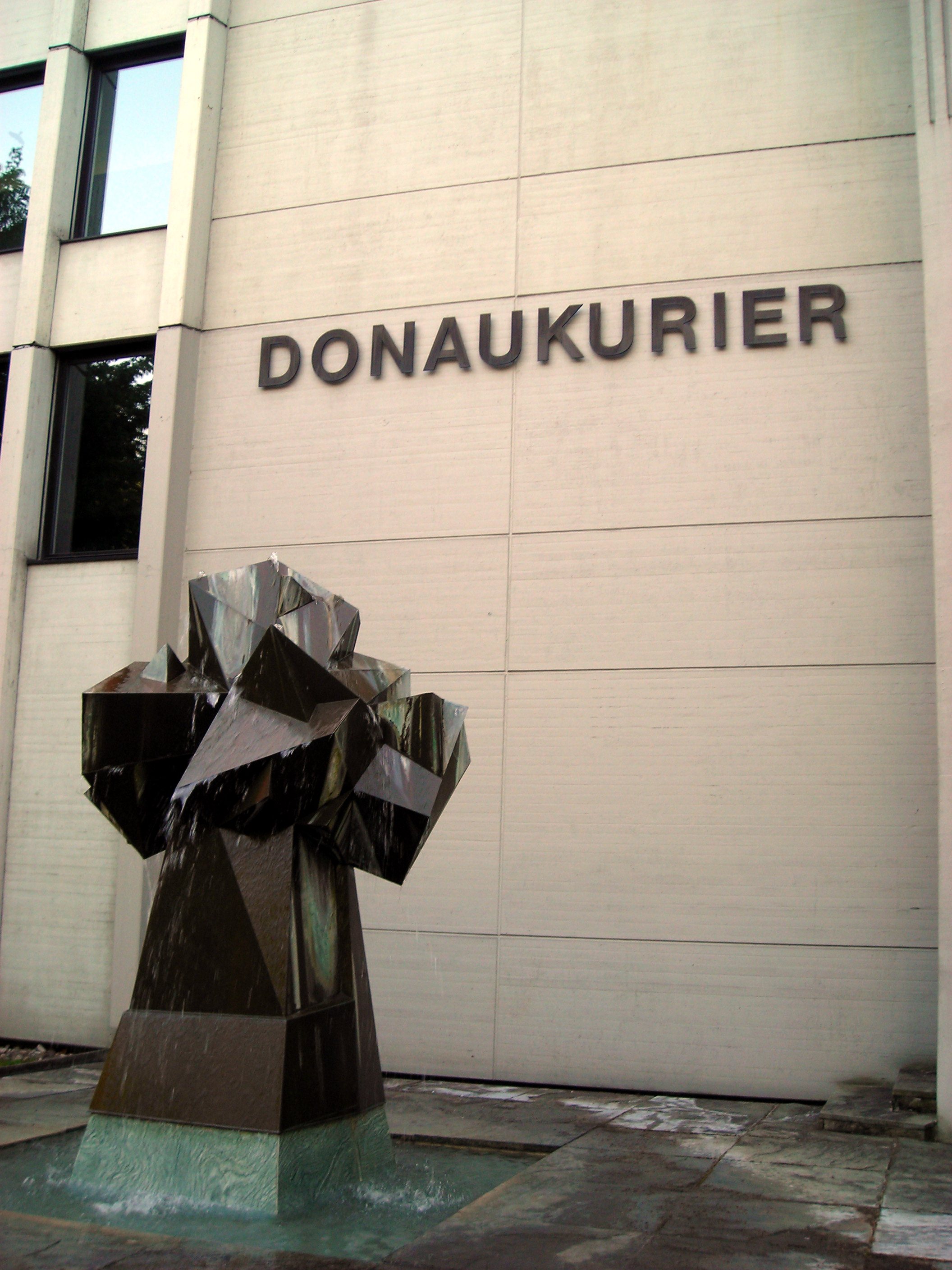
دَارَ سَاع الدانُوب "دوناوكورير".
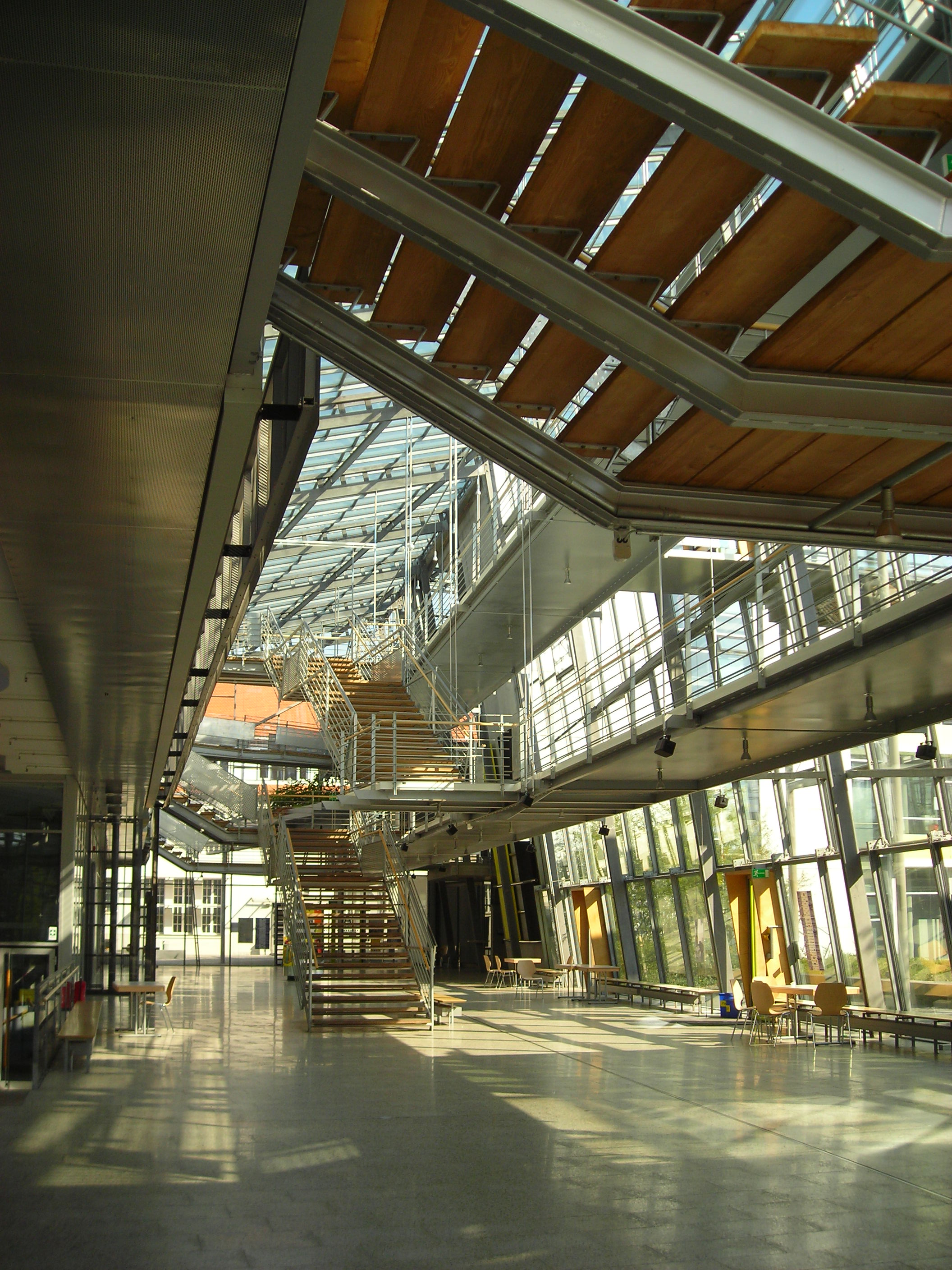
جَامِعة إنغُولشّتات التِقْنِيَّة.
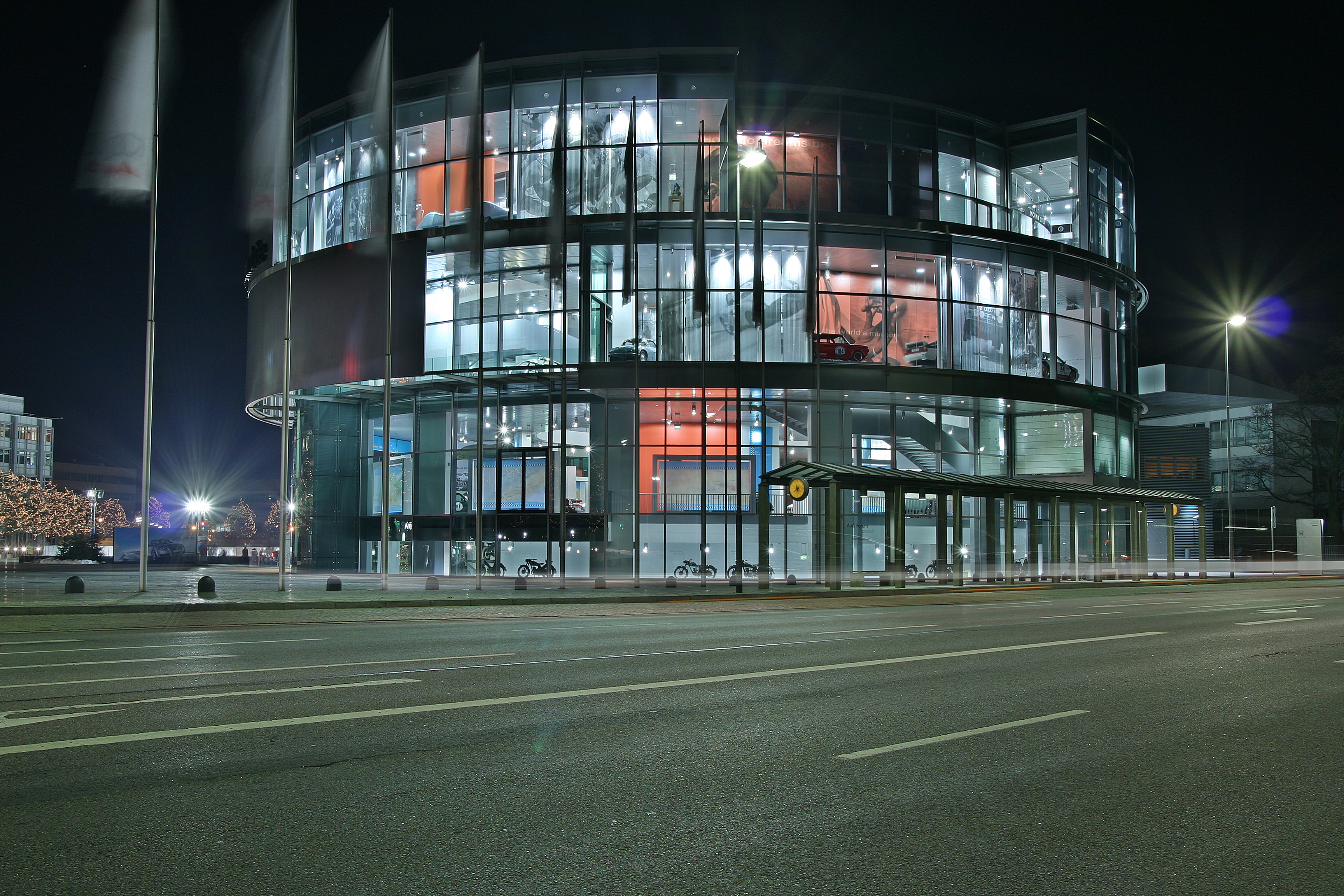
مَتحَف أَوُدِيّ للسيّارات.

## انظُر أيضاً
- باڤارِيا.
- باڤارِيا العُليَا.
- قائِمة مُدن أَلمَانيَا.

## وُصلات خارجيّة
- الصّفحة الرّسميّة لمَدِينة إنغُولشتات (باللُّغَةُ الألمانِيّة، والإِنجليزِيّة).

## مَراجع
1. ↑  "Statistisches Bundesamt (Destatis)" (بالألمانية).
2. ↑  "Alle politisch selbständigen Gemeinden mit ausgewählten Merkmalen am 31.12.2018 (4. Quartal)" (بالألمانية). Statistisches Bundesamt. Archived from the original on 2019-03-10. Retrieved 2019-03-10.
3. ↑  Alle politisch selbständigen Gemeinden mit ausgewählten Merkmalen am 31.12.2023 (بالألمانية), Statistisches Bundesamt, 28. Oktober 2024, QID:Q131220759, Archived from the original on 17 November 2024 {{استشهاد}}: تحقق من التاريخ في: |publication-date= (help)
4. ↑  Bayerisches Landesamt für Statistik, ed. (1991), Amtliches Ortsverzeichnis für Bayern (بالألمانية), München: Bayerisches Landesamt für Statistik, p. 3, QID:Q15707237
5. ↑  GeoNames (بالإنجليزية), 2005, QID:Q830106
6. ↑   https://www.opole.pl/node/724. {{استشهاد ويب}}: |url= بحاجة لعنوان (مساعدة) والوسيط |title= غير موجود أو فارغ (من ويكي بيانات) (مساعدة)
7. ↑   https://www.ingolstadt.de/partnerstaedte/gyoer.html. {{استشهاد ويب}}: |url= بحاجة لعنوان (مساعدة) والوسيط |title= غير موجود أو فارغ (من ويكي بيانات) (مساعدة)
8. ↑   http://onkormanyzat.gyor.hu/cikk/gyr_testvervarosi_kapcsolatai.html. {{استشهاد ويب}}: |url= بحاجة لعنوان (مساعدة) والوسيط |title= غير موجود أو فارغ (من ويكي بيانات) (مساعدة)
9. ↑  "المُدن التَّوأَم" © الصّفحة الرّسميّة لمَدِينة إنغُولشتات (باللُّغَةُ الألمانِيّة). اُطُّلِع علَيه بِتَارِيخ 29 أُغُسطُس 2017م. نسخة محفوظة 28 أغسطس 2017 على موقع واي باك مشين.